# 日本の医学校
日本の医学校（にほんのいがっこう）は、日本で過去設立された医師養成学校（養成機関）の一覧。現在の大学医学部の源流となった学校も幾つかある。参考の為、歯科医学校、鍼灸医学校、獣医学校についても挙げる。

## 歴史

### 江戸時代
江戸時代の医師は漢方医で、その養成は主に徒弟制度によって行われていた。また、地方においては医育制度がなかったため、各自で医道稽古願を提出して、伝手を頼って弟子入り修行した。稽古願を提出する理由は、たいていは病弱で農業ができないためと書き添えられている。医者の家系は家業として修業させた。『守山藩御用留帳』によると、修業先は三春城下、江戸表が最も多く、郡山、白川、二本松、仙台、京都などであった。
江戸時代後期に西洋医学を教える蘭学塾が発達した。幕末に各地の蘭方医により種痘が始められ、種痘を行う種痘所が医師教育の一端を担った事例も多い。日本の近代西洋医学教育は1869年（明治2年）旧医学所跡に設置された、大学東校を起源とする。のちに第一大学区医学校、東京医学校と改称して東京大学医学部に継承された。

### 明治時代
1872年(明治5年) に医術開業試験が実施されて医師免許制度が確立した。すでに公立や私立の医学校が1879年（明治12年）で公立20校、私立25校を数えた。1882年（明治15年）に医学校を甲乙2種に分類した。甲種は、東京大学医学部卒業の医学士3名以上を教師に修業年限は4年以上で、卒業生は無試験で医師免許を取得した。乙種は医術開業試験を受験するものとした。甲種は当初13校認定され、1885年に岡山、大阪府立、長崎、県立千葉、京都府、神戸病院附属、愛知県、和歌山県、三重県、石川県金沢、広島病院附属、福岡、宮城、徳島、新潟、秋田、熊本県、福島、大分県立、岩手県、県立鳥取病院附属各医学校、の21 校となった。
医術開業試験受験のために多くの受験予備校が生まれ、のちの私立医学専門学校、私立医科大学に発展した。
近代日本における医学校設立ブームは3回あり、最初は明治初期で1876年から3年間で9校から48校に増加、二度目は第二次世界大戦に際して軍医要員拡充のための医学校増設、三度目は1970年代の一県一医大構想による医科大学増設である。

## おもな学校

### 古代
- 大宝律令 医疾令・典薬寮（701年）
- 養老律令・典薬寮（718年）

### 中世
- 足利学校（1439年[6]、足利学校で李朱医学を講されるのは1498年）
- 啓迪院（曲直瀬道三,李朱医学, 京都, 1545年）

### 近世・江戸時代
- 明倫堂（長崎, 1647年）
- 伊良子塾（伊良子道牛、京都、1671年～1734年)
- 小石川養生所（小川笙船, 1722年[7]）→東京帝国大学に払い下げ（1877年）→小石川植物園（「東京大学大学院理学系研究科附属植物園」）
- 懐徳堂（大阪, 1726年）
- 養賢堂（仙台藩）(1736年)→仙台藩医学校設置（養賢堂から分離）(1817年)→仙台藩学校蘭科開設(1822年)→仙台藩医学校を施薬所と改称(1869年)→宮城県立医学所設置(1872年)→第二高等中学校医学部設置(1887年)→第二高等学校医学部と改称(1894年)→仙台医学専門学校（第二高等学校から医学部が分離独立）(1901年)→東北帝国大学医学専門部(1912年)→東北帝国大学医科大学(1915年)→東北帝国大学医学部(1919年)→東北大学医学部(1949年)[8]
- 究理堂（小石元俊 京都、1743年～1808年）
- 再春館（熊本藩）(1756年)→官立医学所兼病院と改称(1871年)→私立熊本医学校を創設(1896年)→熊本県立熊本医科大学(1922年)→官立熊本医科大学(1929年)→熊本大学医学部(1949年)[9]
- 躋寿館（多紀元孝、江戸、1765年→斎寿館 多紀元徳, 江戸, 1773年→幕府公営とし医学館と改称, 1791年～1868年）[10]
- 造士館医学院（鹿児島、1774年)[11]
- 京都医学校（畑黄山[12], 1781年）
- 学館医学院（畑黄山 京都、1782年～1788年）[13]
- 芝蘭堂（大槻玄澤, 1786年）[14]
- 博済館（豊後・岡藩，1787年）
- 養寿局（豊後・竹田, 1789年）
- 明徳館養寿局（秋田藩, 1789年→明徳館医学館, 1795年～）[15]
- 医学館（紀州藩, 1791年）[16]
- 明倫堂（金沢藩, 1792年-1870年）[17]
- 成徳書院医学館（佐倉藩, 1792年）[18]
- 好生館（米沢藩, 1793年）[19]
- 糸漢道（橋本雪斎, 大阪, 1795年）
- 寺島学問所（徳島藩, 1791年）→医師学問所(・小原春造・1795年)[20]→県立徳島医学校（三浦浩一・1880年）→甲種医学校昇格(1883年)→徳島医学専門学校(1943年)→官立移管(1945年)→徳島医科大学(1948年)→徳島大学医学部(1948年)[21]
- 青嚢堂塾（吉雄幸栽）
- 究理堂（小石元俊、1799年）[22]
- 春林軒（華岡青洲の住居兼病院・医学校 1798年, 通称、春林軒塾、楽水堂、現・青洲の里）
- 蓼莪堂（吉雄元吉 京都、1800年～ ）[23]
- 日新館・医学寮（会津藩, 1801年）[24]
- 済世館（福井藩, 1805年）[25]
- 合水堂（春林軒の分校、大阪中之島、1816年）
- 有造館（津藩, 1820年）[26]
- 済衆館（島原藩 医学校、1821年）[27]
- 鳴滝塾（シーボルト、長崎, 1824年）
- 大觀堂学塾（高野長英、江戸、1830年）[28]
- 日習堂信道塾（坪井信道 1832年）[29]
- 象先堂（伊東玄朴 1833年）[30]
- 適塾(緒方洪庵、大阪、1838年)→大阪府仮病院(ボードウィン、緒方惟準、岩佐純、1869年)→大阪府立医科大学(1915年)→大阪帝国大学(1931年)→大阪大学医学部(1947年)[31]
- 弘道館（水戸藩、1838年）
- 蘭方医学塾を開学(佐藤泰然、1838年)→順天堂と命名(1843年)→順天堂医学専門学校の開設(1943年)→順天堂医科大学に昇格(1946年)→新制・順天堂大学の開学(1951年)→大学院の開設(1959年)[32]
- 順正書院(新宮凉庭 京都、1839～明治頃)
- 好生堂（青木周弼、萩藩, 1839年～、→県立山口医院→県立華浦医学校→山口県医学校[33]）
- 明倫館医学校（萩, 1841年）
- 明義堂（盛岡藩, 1843年）
- 時習堂（廣瀬元恭, 京都, 1844年）[34]
- 医学校（高知藩, 1844年）
- 慎済館（一関藩, 1845年）
- 中津医学館(1849年)→中津医学校(1871年)[35]
- 医学校蘭方科（佐賀藩, 1851年）
- 同仁館病院医学校(1869年)（前身は洋学寮, 誠之館, 福山, 1854年）[36]
- 稽全館（府内藩、1854年）
- 長崎海軍伝習所(1855年-1859年)
- 長崎奉行所西役所医学伝習所(メーデルフォールト、1857年)→小島に養生所を新設し，医学所を開校(1861年)→精得館と改称(1865年)→長崎府医学校と改称(1868年)→長崎県病院医学校と改称(1869年)→大学所轄(1870年)→長崎医学校と改称(文部省所管、1871年)→第六大学区医学校と改称(1872年)→第五大学区医学校と改称(1873年)→長崎医学校と改称、長崎医学校廃止(1874年)…県立長崎病院内に医学場が設立(1876年)→県立長崎医学校と改称(1878年)→甲種医学校に認定(1882年)→第五高等中学校医学部と改称(1888年)→第五高等学校医学部と改称(1894年)→長崎医学専門学校と改称(1901年)→長崎医科大学に昇格(1923年)→国立長崎大学医学部が設置、長崎医科大学は長崎大学長崎医科大学となった(1949年)→長崎大学長崎医科大学は廃止(1960年)[37]
- 蘭医の醸金により神田御玉ケ池に種痘所が設立(1858年)→種痘所が幕府直轄と成る(1860年)→種痘所を西洋医学所と改称(1861年)→医学所と改称(1863年)→軍事病院を医学所を含めて、大病院とする(1868年)→大病院は医学校兼病院と改称、後に大学東校と改称(1869年)→大学東校は、東校と改称(1871年)→東校は、第一大学区医学校と改称(1872年)→第一大学区医学校は、東京医学校と改称(1874年)→東京開成学校と合併し東京大学、東京医学校は東京大学医学部と改称(1877年)→東京大学が帝国大学となり、東京大学医学部は帝国大学医科大学と改称(1886年)→帝国大学は、東京帝国大学と(1897)→文部省医師開業試験附属永楽病院が移管され東京帝国大学医科大学附属医院小石川分院と改称(1917)→医科大学は医学部と改称(1919)→東京帝国大学は東京大学と改称(1947)[38]
- 好生館(佐賀藩, 1858年, 前身は、佐賀藩校弘道館,1781年→医学館,1834年→医学寮蘭学寮,1851年→県立好生館病院, 1872年）
- 箱館医学所（北海道、塩田順庵, 1860年)
- ヘボン塾（ヘボン1862年）
- 彦三種痘所開設(1862年)→養生所(1867年)→医学館(1870年)→金沢病院(1873年)→石川県金沢医学所(1876年)→石川県甲種医学校(1884年)→第四高等中学校医学部(1887年)→第四高等学校医学部(1894年)→金沢医学専門学校(1901年)→金沢医科大学に改組(1923年)→金沢大学医学部に改組(1949年)→金沢大学医薬保健学域医学類に改組(2008年)[39]
- 日新堂（八角高遠、1863年）[40]
- 京都療病院（1872年）→京都府立医学校（1903年）→ 京都府立医科大学(1921年)[41]
- 賛生館（福岡, 1867年-1872年→修猷館内診療所, 1874年）[42]
- 楢林医塾（長崎、檜林栄建）
- 医塾大成館 (長崎、楢林宗建)[43]
- 私立医学校・好寿院（高階経徳）

### 近代・医学校
- 島津藩医学校設立(医学校長兼病院長ウィリアム・ウィリス、1869年)→県立鹿児島医学校設立(1880年)→県立鹿児島医学校を廃止(1888年)…県立鹿児島医学専門学校設置(1942年)→県立鹿児島医科大学設置(1947年)→国立移管、鹿児島大学医学部と改称(1955年)[44]
- 正福寺内に施薬院と種痘所（施蘭薬院、新潟県施薬院）を設ける(1869年)→新潟仮病院（共立病院）の開設(1870年)→新潟病院開院(1873年)→ 県立新潟病院医学所と改称(1876年)→県立新潟医学校（乙種医学校）と改称(1879年)→県立甲種新潟医学校を改称(1883年)→県立甲種新潟医学校の廃止(1888年)→官立新潟医学専門学校の開設(1910年)→官立新潟医科大学に昇格(1922年)→新潟大学医学部が設置(1949年)[45]
- 沼津兵学校付属医学所（1869年、駿府藩）
- 神戸病院医師養成場（医学伝習所）(1869年)→神戸病院附属医学所(1876年)→県立神戸医学校(1882年-1888年)…県立医学専門学校(1944年)→県立医科大学(1946年)→兵庫県立医科大学(1952年)→神戸大学医学部(1964年)[46]
- 早稲田私塾・蘭鋳医院（1870年）
- 岡山藩医学館（1870年, 医学所）→岡山県医学校(1880年)、岡山甲種医学校→第三高等中学校医学部(1888年)→第三高等学校医学部(1894年)→岡山医学専門学校(1901年)→岡山医科大学(1922年)→岡山大学医学部(1949年)[47]
- 元町役所に仮医学校を設置(1871年-1872年)…医学講習場(西本願寺別院)設置(1873年)→公立医学講習場と改称(1876年)→公立医学所と改称(1876年)→公立医学校と改称(1878年)→愛知医学校と改称(1881年)→愛知県立医学校と改称(1901年)→愛知県立医学専門学校として新発足(1903年)→愛知医科大学の設置(1920年)→官立移管 名古屋医科大学となる(1931年)→名古屋帝国大学医学部の発足(1939年)→名古屋大学医学部となる(1947年)→新制名古屋大学医学部となる(1949年)[48]
- 軍医寮学舎（1872年[49]）→軍医学校
- 古城医学所病院(1872年)→古城医学校→熊本医学校(1878年)
- 慶應義塾医学所(1873年-1880年)…慶應義塾大学医学科(1917年)→慶應義塾大学医学部(1920年)[50]
- 山梨県立病院内医学校（山梨県立中央病院）
- 岐阜・天臣堂（1874年）
- 華浦医学校（1874年,前身は華浦医院・華浦医学舎）
- 医学舎三田尻医事考究所（1874年）
- 松山県立医学校(1874年)[51]
- 名古屋好生医学校（1875年）
- 岐阜県公立病院及び附属医学校開設(1875年)、岐阜県立女子医学専門学校開設(1947年)→(旧制)岐阜県立医科大学設置認可、同予科開設(1949年)→岐阜医工科大学開設(1950年)→岐阜県立医科大学医学部開設(1964年)→岐阜県立医科大学を岐阜大学医学部に移管(1966年)[52]
- 私立済世館を改めて,公立医学所(1875年)→金沢医学所に合併(1879年)→福井医学所が福井病院内に設置(1880年)→福井病院附属医学教場と改称(1881年)→福井医学校と改称(1884年-1888年)[53]
- 秋田医学校（1875年, 1883年-1887年）
- 度会県医学校(1876年)→三重県医学校と合併
- 公立三重県医学校が設置(1876年)→文部省より甲種医学校に認可(1883年)→三重県甲種医学校廃止(1886年)…三重県立医学専門学校設置(1943年)→三重県立医学専門学校開校(1944年)→三重県立医科大学設置(1947年)→三重県立医科大学並びに三重県立医学専門学校廃止(1951年)→三重県立大学医学部設置(1952年)→三重県立大学大学院（医学研究科）設置(1959年)→三重県立大学が国に移管、三重大学医学部となる[54]
- 県立埼玉医学校（1876年1月）→3年後に廃校[5]
- 群馬県医学校（1876年5月）熊谷県衛生局に設立され、熊谷県医学校として申請したが、熊谷県が廃止されて群馬県となったため県庁所在地の前橋に移転し名称も変更された。→5年後廃校[5]
- 栃木県医学校（1876年9月）栃木病院付属医学所として発足、栃木医学校、栃木県医学校と改称し、1882年に火災により焼失し廃校[5]。
- 濟生學舎が設立（長谷川泰、1876年-1903年）→私立日本医学校が設立（1904年）→私立日本医学専門学校に移行（1912年）→日本医学専門学校と改称（1919年）→日本医科大学に昇格、予科を併設（1926年）→新制日本医科大学（1951年）→日本医科大学大学院医学研究科設置（1960年）→専門課程、進学課程を一本化し、6年制に移行（1970年） [55] 現存する日本最古の私立医学校
- 済生館医学校（山形県, 1876年-1888年、在校生らは宮城県医学校へ）
- 大阪・明治医学舎(1876年)
- 伊勢医学校（1876年）
- 公立千葉病院に医学教場が付設(1876年)→県立千葉医学校(1882年)→第一高等中学校医学部(1887年)→第一高等学校医学部(1894年)→千葉医学専門学校(1899年)→千葉医科大学に昇格(1923年)→千葉大学医学部に改組(1949年)[56]
- 津・温古堂（1877年）
- 群馬・相奈医学校（1877年）
- 静岡・敬仁堂学舎（1877年）
- 宇都宮医学校（1878年）
- 青森県病院附属医学校（1878年）
- 山形医学所（1878年）
- 群馬・内田医学校（1878年） 群馬医学校廃止、（1879年）
- 愛知・蜜蜂義塾（1878年）
- 福岡県立福岡医学校（1879年, 前身は賛生館, 1867年と福岡県旧藩校修猷館内診察所, 1874年→修猷館内診察所→福岡病院, 1877年-1879年）
- 米沢医学舎（1879年）
- 高知藩医学校（後、県立高知医学校, 1879年）
- 小倉医学校(1879年)
- 大阪・回春附属医学校（1879年）
- 水戸医学校（1879年）
- 皇漢医学講習所（浅井国幹,1881年）
- 成医会講習所（1881年)→東京慈恵医院医学校(1891年)→東京慈恵医院医学専門学校(1903年)→東京慈恵会医科大学(1921年)
- 金沢医学舎（後、福井、富山医学舎と合併, 1879年）
- 和歌山医学校
- 高松医学校
- 広島県立医学校(源流は躋寿館、私設医学校を県に移管） →広島医科大学(1948年)→広島大学医学部(1953年)
- 島根県医学校
- 大分県病院兼医学校（大分県立病院, 開設の地は現OASISひろば21)
- 東京・東亜医学校（1882年）
- 共立東京病院・看護婦教育所（1883年）
- 陸軍軍医学校（1886年-1945年）
- 海軍軍医学校（1897年-1945年）
- 私立岩手病院、医学講習所(三田俊次郎、1897年-1912年)…私立岩手医学専門学校(1928年)→岩手医科大学(1947年)[57]
- 台湾総督府医学校(1898年)→（現・国立台湾大学医学院）
- 京都帝国大学医科大学（1899年）→京都帝国大学医学部(1919年)→京都大学医学部(1947年)[58]
- 東京女子医学校（吉岡弥生, 1900年)→東京女醫學校創立(1900年)→財団法人東京女子医学専門学校設立,東京女子医学専門学校開校(1912年)→東京女子医科大学予科開設(1947年)→東京女子医科大学医学部開設(1950年)→東京女子医科大学(1952年)→大学院開設(1958年)[59]
- 女子医学講習所（1901年-1904年）→私立東京医学校に合併[60]
- 京都帝国大学福岡医科大学開設(1903年)→九州帝国大学医科大学となる(1911年)→九州帝国大学医学部となる(1919年)→九州大学医学部となる(1947年)[61]
- 名古屋市立女子高等医学専門学校(1943年)→名古屋女子医科大学(1947年)→名古屋女子医科大学と名古屋薬科大学が統合(1949年)→名古屋市立大学医学部(旧制)(1950年)→名古屋市立大学医学部(新制)(1952年)→教養部(医学進学課程)を設置し、6年制医学部となる(1959年)[62]

### 近代・歯科医
- 歯科矯和会（高橋富士松, 既実務者の研修会, 1888年）
- 東京歯科専門学校（石橋泉, 1888年）
- 東京・大沢歯科医学校・・〈継続期間・不明, 1889年）
- 歯科矯和会・歯科講義会と改名（1889年）
- 高山歯科医学院（高山紀斎, 1890年, 現・東京歯科大学）
- 愛知歯科医学校・（渡邊敬三郎, 1893年）
- 仙台歯科医学校（1893年）
- 大阪歯科医学講習所・（藤原市太郎, 1893年）
- 大阪歯科学教授所（藤原正哉, 1895年）
- 関西歯科講習所・・・・（門倉清広, 1897年）
- 長交会・歯科講習会開催・・（長井兵助, 1897年）
- 東京歯科医院・神田・・・・（高山歯科医学院を引継ぎ, 1900年）
- 東京帝国大学医学部歯科学教室（石原久, 1902年）
- 東京歯科学院（2年6ヶ月課程, 1905年）
- 京都歯科医学校・・・・（苗賀房三郎, 1905年）
- 岡山歯科医学校（瓜生源太郎, 1905年）
- 東京歯科医学院・3年課程（1906年 東京歯科講習所併設は1907年）
- 東京女子歯科医学講習所（大久保潜龍,1910年,後・東京女子歯科医学専門学校→日本女子歯科医学専門学校,現・神奈川歯科大学）
- 共立歯科医学校（中原市五郎, 1907年, 後、日本歯科医学校→日本歯科医学専門学校,1911年, 現・日本歯科大学）
- 大阪歯科医学校（1912年, 後、大阪歯科医学専門学校,1917年, 現・大阪歯科大学）
- 日本歯科医学専門学校（1912年, 法人化 1919年）
- 日本歯科医校（共立歯科医学校・夜間, 1911年）
- 東京歯科医学専門学校（1911年, 実習科,1912年）
- 広島女子歯科医学校・・（熊谷鉄之助, 1924年まで, 1911年）
- 東京歯科医学専門学校（1912年, 臨床実習科 1920年, 法人化 1920年)
- 九州歯科医学校（1914年,後、九州歯科学専門学校,1921年、現・九州歯科大学）
- 東洋歯科医学校（1916年,後、東洋医学専門学校, 1919年、日本大学専門部歯科 1922年, 現・日本大学歯学部）
- 官立東京高等歯科医学校（現・東京医科歯科大学）
- 明華女子歯科講習所 （1917年, 後、明華女子歯科医学専門学校, 1918年→東洋女子歯科医学専門学校認可, 1922年）
- 中央歯科医学講習所（大阪, 1918年）
- 東京市歯科医学専門学校（1919年）
- 中央歯科医学校（東京 門石長秋, 1920年）
- 豊橋歯科医学講習所（金山駿五郎, 1920年）
- 京城歯科医学専門学校 （総督府病院内, 1922年）
- 県立鹿児島病院歯科（柴田実, 1922年）
- 京北歯科医学校 （浦和, 大久保通次, 1926年）

### 近代・鍼灸医
- 東京鍼灸医学校

### 近代・獣医
- 外山牧場内獣医学舎(1879年)→岩手県獣医学校、1899年 岩手県農事講習所と合併して岩手県農学校、明治34年岩手県立農学校と改称（養蚕科を新設）、現・岩手県立盛岡農業高等学校
- 盛岡高等農林学校（農学科、林学科、獣医学科）(1902年-)→岩手大学農学部（1949年-）→現・岩手大学・東京農工大学共同獣医学科(2012年-)
- 私立獣医学校（1881年→特別認可私立東京獣医学校を再興, 1892→日本獣医学校が継承1911→現（日本獣医生命科学大学）
- 大阪高等獣医学校（前身は大阪獣医学講習所, 1883年大阪府立農学校獣医科→ 1888年大阪高等獣医学校→1942年大阪獣医畜産専門学校 (旧制)→1945年大阪府立大学獣医学教室）
- 甘木獣医学校（1886, 梅野信吉）
- 愛媛県立獣医学校（1887年-1892年）
- 宮崎県獣医学校（1893年開校. 1900年 →宮崎県立農学校発足し獣医科）
- 陸軍獣医学校（1893年、前身は陸軍省兵学寮馬医生徒,1873→陸軍馬医学会,1877）
- 東京獣医講習所・麻布獣医学校（1894,→麻布獣医畜産学校→麻布獣医専門学校→ 現・麻布大学獣医学部）
- 東京獣医学校（1907, 後、東京高等獣医学校, 1930→東京獣医畜産専門学校,1945→東京獣医畜産大学→日本大学獣医学部獣医学科,1951→ 現・日本大学生物資源科学部獣医学科）
- 帯広高等獣医学校（1941, →帯広畜産大学）
- 山口高等獣医学校（1944年、前身は、山口県栽培試験場農事講習会獣医科,1883年→山口県山口農学校獣医科, 1885年→山口県立小郡農業学校第二部獣医科,1924→山口県立山口高等獣医学校→山口獣医畜産専門学校 (旧制),1945→山口大学農学部獣医学科）
- 長崎獣医学校
- 下総種畜場変則獣医科（→東京帝国大学農学部実科→東京農工大学農学部獣医学科）
- 秋田県獣医学校

## 関連文献
- 医学部を知るSAPIX YOZEMI GROUP 2022年12月28日閲覧